# マイルポスト (ガイドブック)
『マイルポスト』（英語: The Milepost）は、米国のアラスカ州、カナダのユーコン準州、ノースウエスト準州、ブリティッシュ・コロンビア州を網羅した旅行ガイドブックである。1949年に地元ではしばしば「ALCAN」と呼ばれるアラスカ・ハイウェイのガイドブックとして創刊され、その後アラスカ・マリン・ハイウェイを含む北米北西部の主要ハイウェイを網羅するまでに拡大した。毎年更新されている。

## 歴史
マイルポストは書籍で配布されているが（2008年版：ISBN 978-189215431-6）、「イエローページ」のように有料広告が含まれている。1949年版のオリジナルはわずか72ページだったが、2014年までに752ページに拡大し、北米北西部のすべてのハイウェイで、旅行者が食事をしたり、寝たり、あるいはちょっと道を外れたりする時のあらゆる場所が詳述されている。有料広告に加え、ハイウェイ付近の興味深いハイキングや寄り道ドライブ、キャンプ場、その他の公共施設、ハイウェイ沿いのほとんどの集落の略史が記載されている。最近では、キーナイ半島など、観光客に人気のある地域の特集も追加された。また、網羅的な索引があり、旅行者がこのガイドでカバーされている2地点間の総走行距離を知ることができるように地図と図表が提供されている。

## 出版
1997年以来、マイルポストはモリス・コミュニケーションズによって発行されており、現在はアラスカ (雑誌)と出版事務所を共有している。2009年からは、マイルポストはインタラクティブなデジタルフォーマットやダウンロードでも入手できるようになった。

## 参照項目
- アラスカ州道一覧